# 英子セオドラ尾崎
英子 セオドラ 尾崎（英子 テオドラ 尾崎、えいこ セオドラ／テオドラ おざき、英: Yei Theodora Ozaki、1870年12月14日 - 1932年12月28日）は、イギリス（英国）生まれの日系翻訳家。『日本昔話』(Japanese Fairy Tales) を英訳し、これは没後も再刊されている。尾崎行雄の後妻で、娘に「難民を助ける会」設立者の相馬雪香がいる。参議院議員の尾崎行輝は義理の息子。姪の夫は俳優のラルフ・リチャードソン。

## 来歴
父親は男爵尾崎三良で、三良がイギリスの首都ロンドンへ留学していた時に語学教師を務めたウイリアム・モリソンの娘バサイアと結婚し、生まれ娘の一人である。三良とバサイアは明治初の国際結婚であったが、5年間の結婚の後に離婚して、三良は妻子を置いて帰国し、セオドラは16歳までイギリスで育てられた。離婚同意書に母バサイアが子供の養育に困った際は子供を日本に送ることができるという条項があり、1885年に祖父ウィリアムの死去により生活に困窮したバサイアは、英子の日本行きを駐ロンドン日本総領事の園田孝吉に相談、もともと引き取ることに賛成だった尾崎はすぐ了承して旅費を送った。
バサイアは英子を手放すことをためらったが、尾崎の再三の催促により、1887年（明治20年）に16歳で来日し、頌栄女学校のアメリカ人女性宣教師や式部権頭の桜井能監に半年ほど預けられたのち、聖アンデレ教会のショウ牧師夫妻に引き取られ、香蘭女学校の助教師となった。18歳から縁談が4回持ち込まれたが、いずれも拒否。20歳で父親から独立して教師で身を立て、1891年（明治24年）に駐日英国公使のヒュー・フレイザーの妻メアリーの個人秘書となり、英国大使館に住み込んだ。フレイザー公使の急死によりイタリアに転居したメアリーを追って1895年（明治28年）に渡欧し、2年間メアリーとともにイタリアに滞在したのち、ロンドンの母のもとに戻った。
ロンドンでの母子の生活は楽ではなく、1898年（明治31年）に母子宅に下宿していた門野幾之進から窮状を聞いた福沢諭吉が同情し、慶應義塾幼稚舎の英語教師の職を紹介し、1899年（明治32年）に再来日。慶應義塾幼稚舎の英語教師と頌栄女学校の英会話講師を務めた後、1903年（明治36年）に教師を辞め、巖谷小波のお伽噺をもとに、日本の有名な昔話22編を収録した『Japanese Fairy Tales』を出版した。

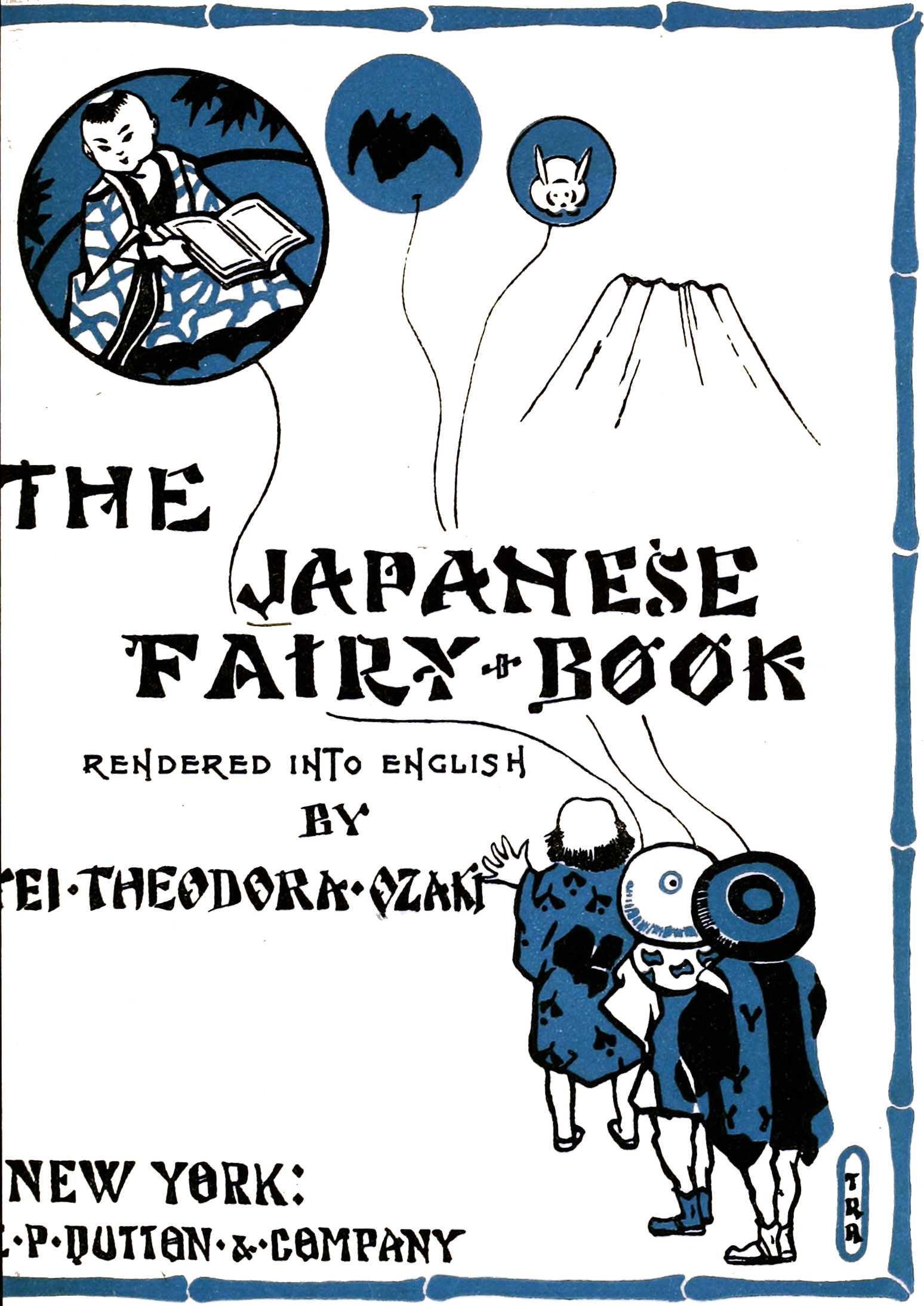
『Japanese Fairy Book』表紙（藤山覚三 画）

好評を得たため刊行が続き、西洋社会で誤解されがちな日本の女性についての物語なども執筆した。日本の社交界でも人気を集め、日露戦争の取材に来た『タイムズ』特派員と朝鮮半島（当時は大韓帝国）を訪れるなど活躍した。同姓ゆえの郵便配達の誤配がきっかけで尾崎行雄と親しくなり、1905年（明治38年）に結婚した。

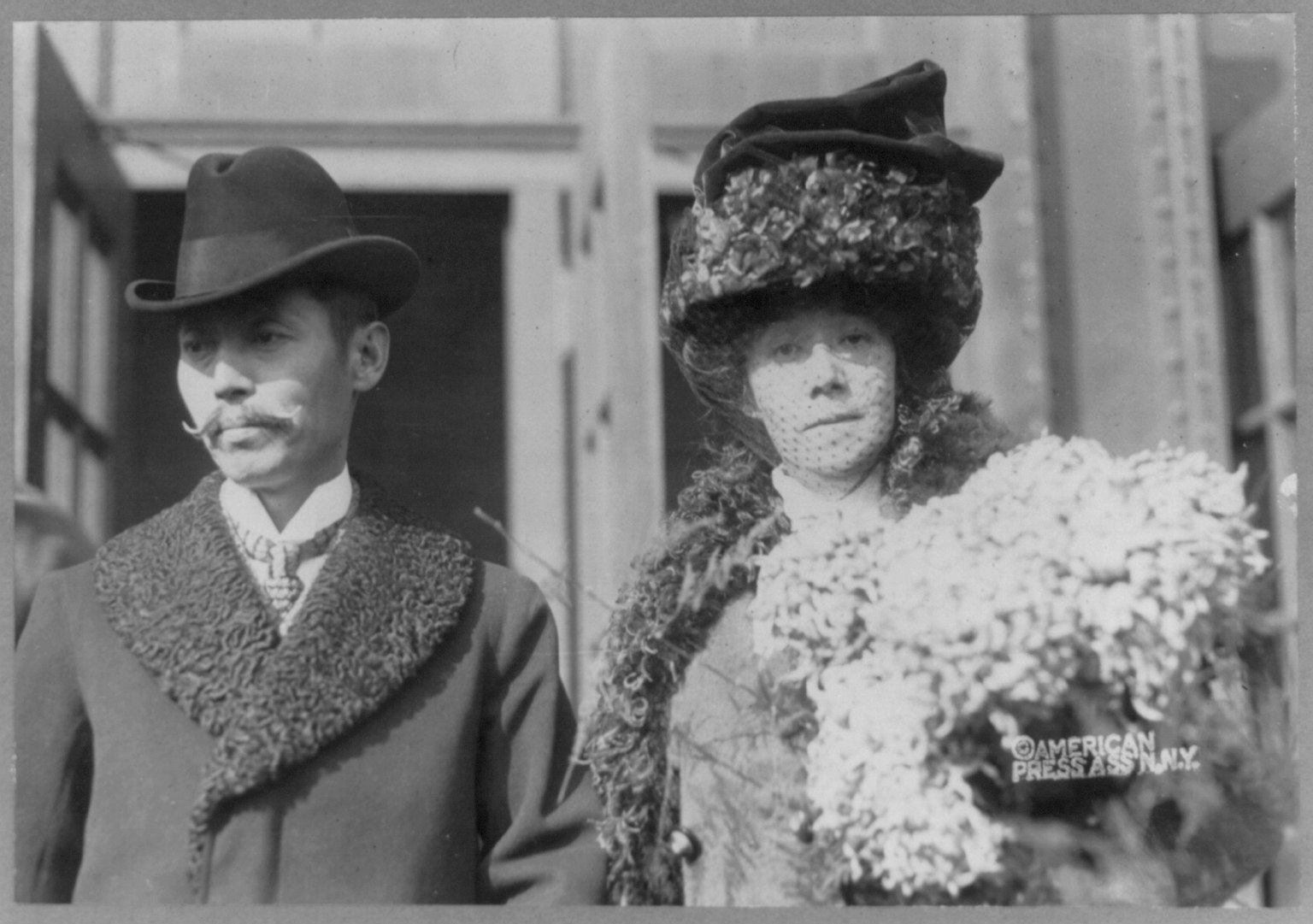
尾崎行雄とセオドラ（1910年）

夫婦の間では全ての会話に英語が用いられ、家庭生活は概ね洋式に改められた。幸せな結婚生活を送っていたが肉腫を患い、アメリカ合衆国で手術をしたが、1932年（昭和7年）に行雄らと滞在中のロンドンで死去した。行雄との間に品江、雪香があり、雪香は相馬恵胤に嫁いだ。

## 旧尾崎テオドラ邸
東京都世田谷区豪徳寺に現存する洋館。1888年（明治21年）に、父の尾崎三良が英子のために小金井三之助に建てさせたといわれ、当初は現在の港区にあった。その後、譲渡を受けた英文学者が一度解体したが、1933年（昭和8年）に現在の豪徳寺に移築された。外壁が水色に塗られた下見板張りの木造2階建てで、天井が3.5メートルと高い。
2019年（平成31年／令和元年）に取り壊して跡地に建売住宅を新築する計画が浮上したが、保存運動が起きた。この洋館を愛する近隣住民と、ネットでの呼びかけに賛同した4000人超の署名を寄せた支援者らの応援を受けて、保存プロジェクトの輪が広がり、発起人である漫画家の山下和美と笹生那実がそれぞれほぼ全財産をつぎ込み、土地家屋を取得した。保存のための修復には多額の費用が必要なことから、クラウドファンディングや複数の漫画家からの融資を受けて、修復が行われた。現在、洋館は、山下と笹生が設立して共同で代表を務める一般社団法人旧尾崎邸保存プロジェクトの所有となっており、2024年（令和6年）3月にギャラリーや喫茶室として開館。次の百年に向けた取り組みがスタートしている。

## 著書
- Japanese Fairy Tales または The Japanese Fairy Book
- Warriors of old Japan, and other stories
- Romances of old Japan
- Buddha's crystal and other fairy stories

### 『日本昔話』の挿絵

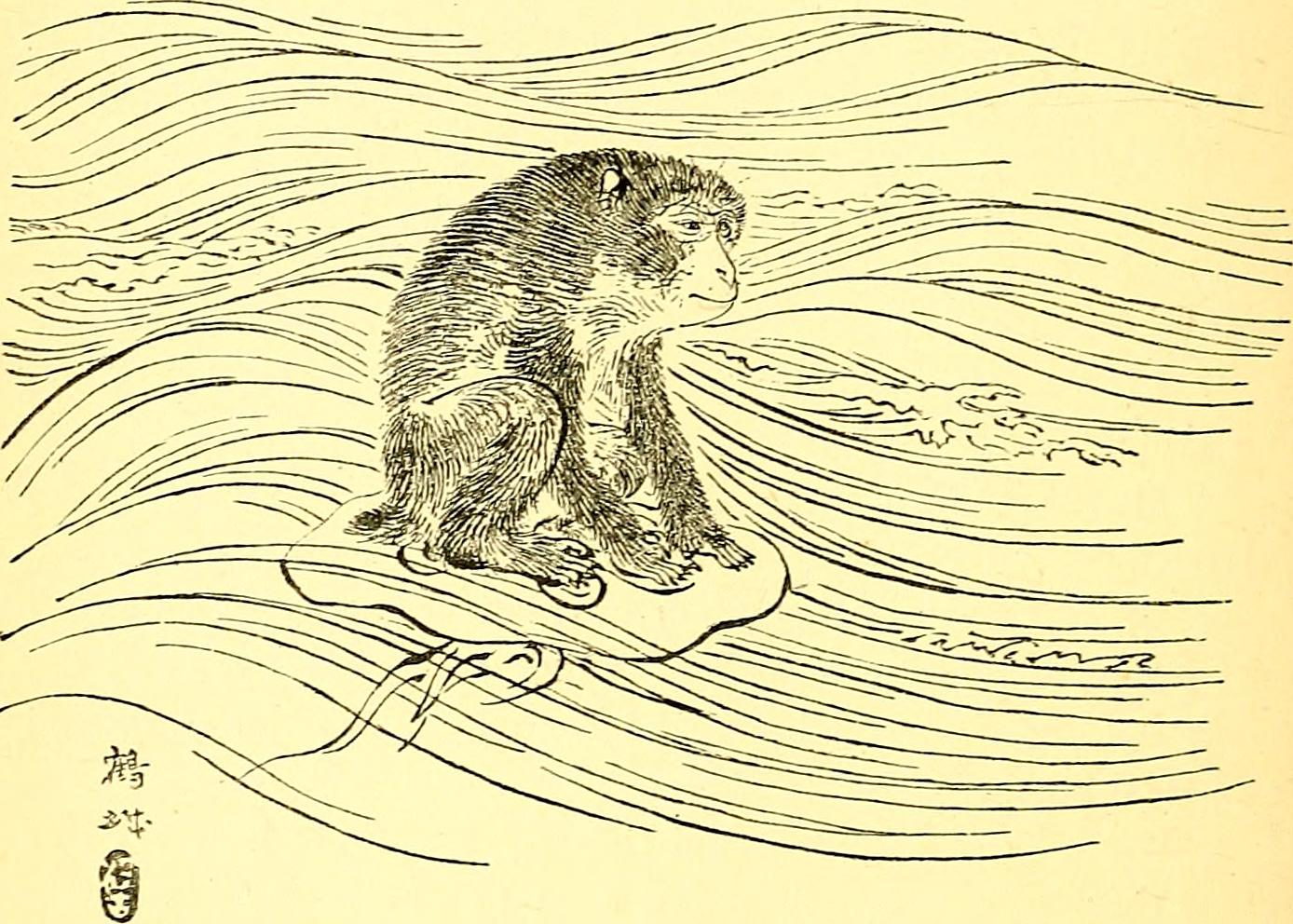
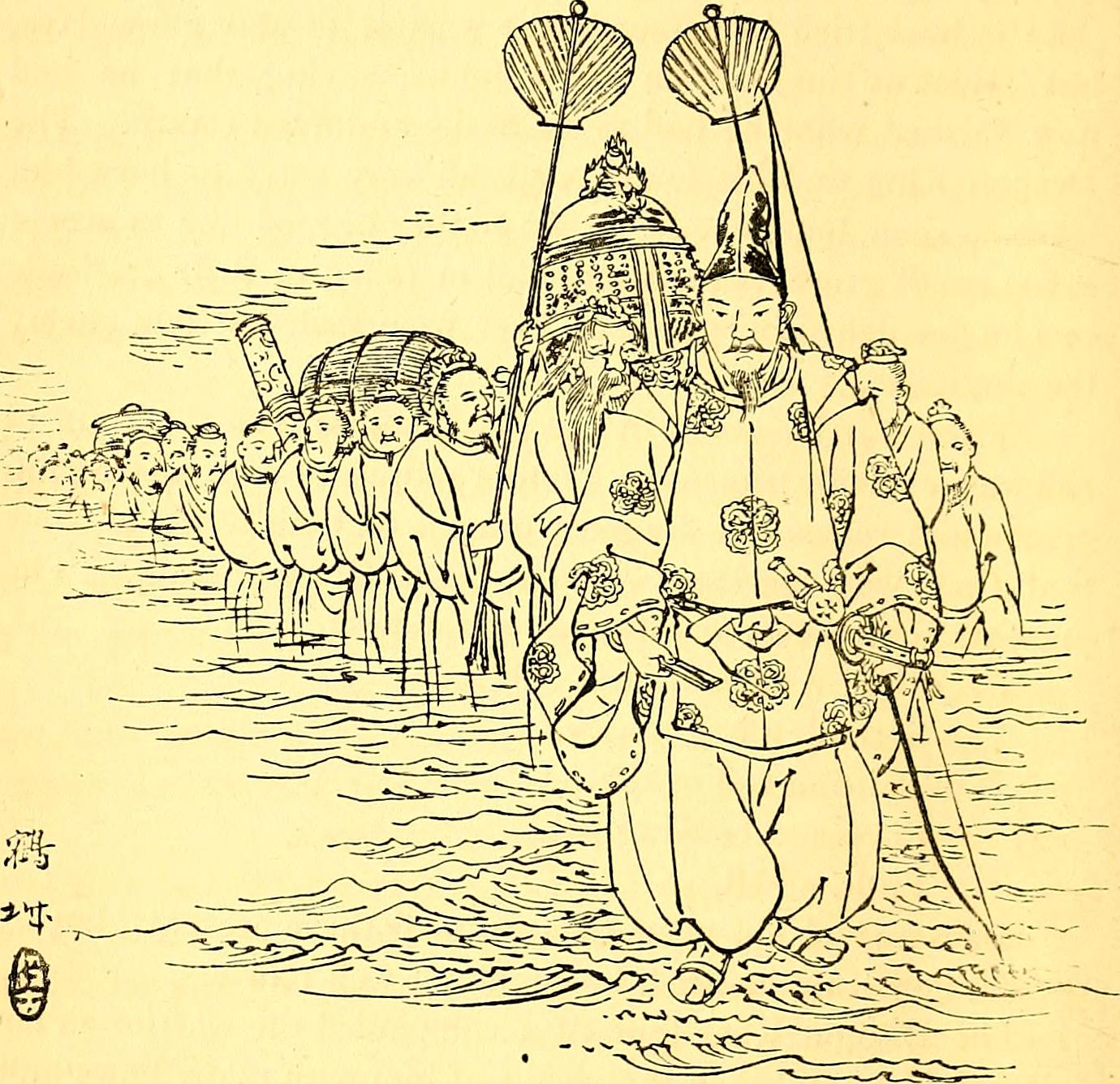
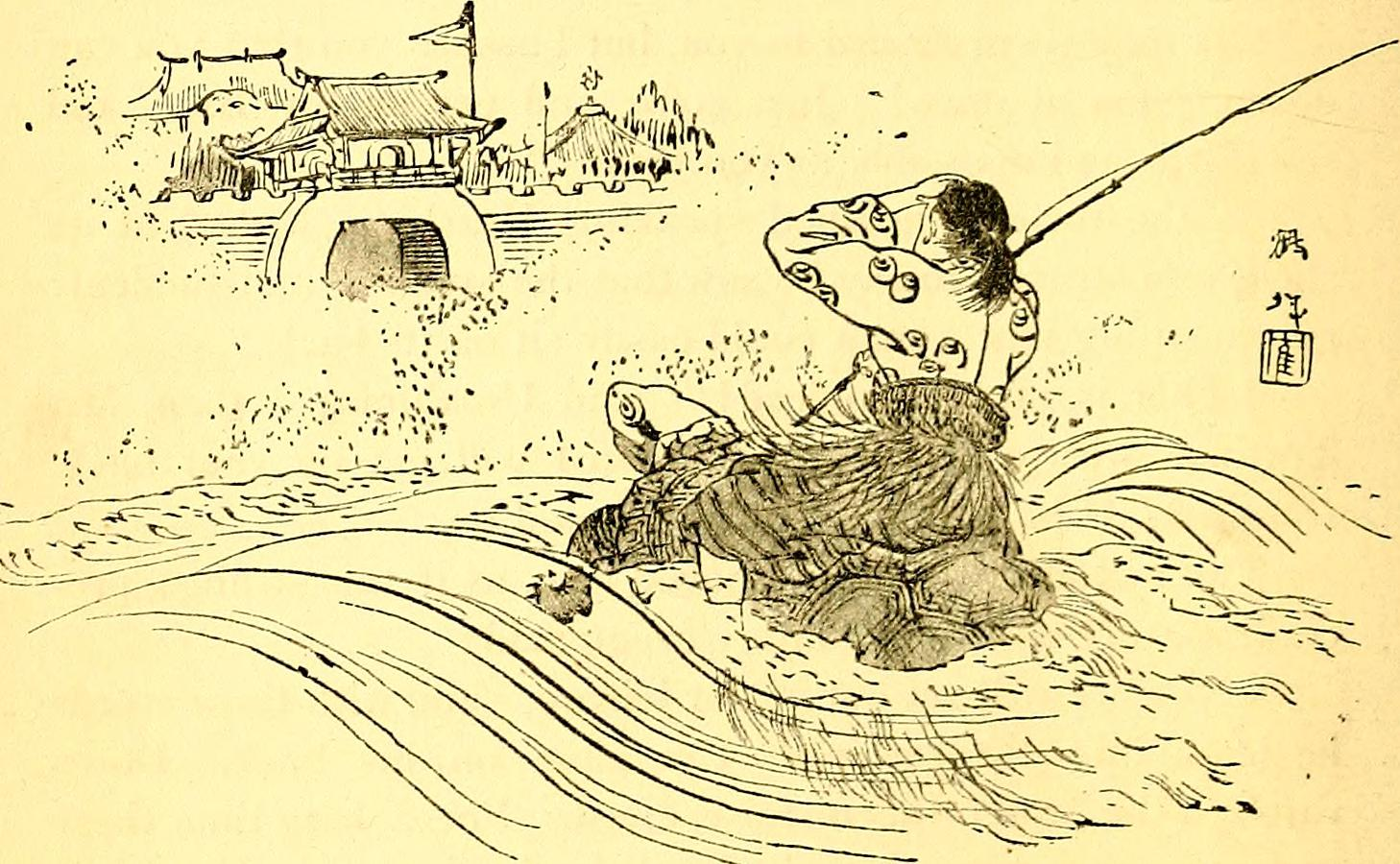